# Municipio de Eagle (condado de Faulkner)
El municipio de Eagle (en inglés, Eagle Township) es una subdivisión territorial del condado de Faulkner, Arkansas, Estados Unidos. Según el censo de 2020, tiene una población de 3422 habitantes.

## Geografía
Está ubicado en las coordenadas 35°6′7″N 92°17′15″O / 35.10194, -92.28750 (35.102066, -92.287545). Según la Oficina del Censo de los Estados Unidos, tiene una superficie total de 54,23 km², de la cual 54,02 km² corresponden a tierra firme y (0,39 %) 0,21 km² es agua.

## Demografía
Según el censo de 2020, hay 3422 personas residiendo en la región. La densidad de población es de 63.35 hab./km². El 88.14 % son blancos, el 1.32 % son afroamericanos, el 0.09 % son isleños del Pacífico, el 0.70 % son amerindios, el 0,53 % son asiáticos, el 1.67 % son de otras razas y el 7.57 % son de una mezcla de razas. Del total de la población, el 4.32 % son hispanos o latinos de cualquier raza.